# Guillaume Le Blond
Guillaume Le Blond, nacido en París en 1704 y fallecido en 1781, fue un matemático francés.
Profesor de matemáticas de los pajes de la gran escudería del rey (1736), después de los Infantes de Francia (1751), Le Blond conservó este trabajo hasta 1778, cuando devino secretario de la consejería de Victoria de Francia.

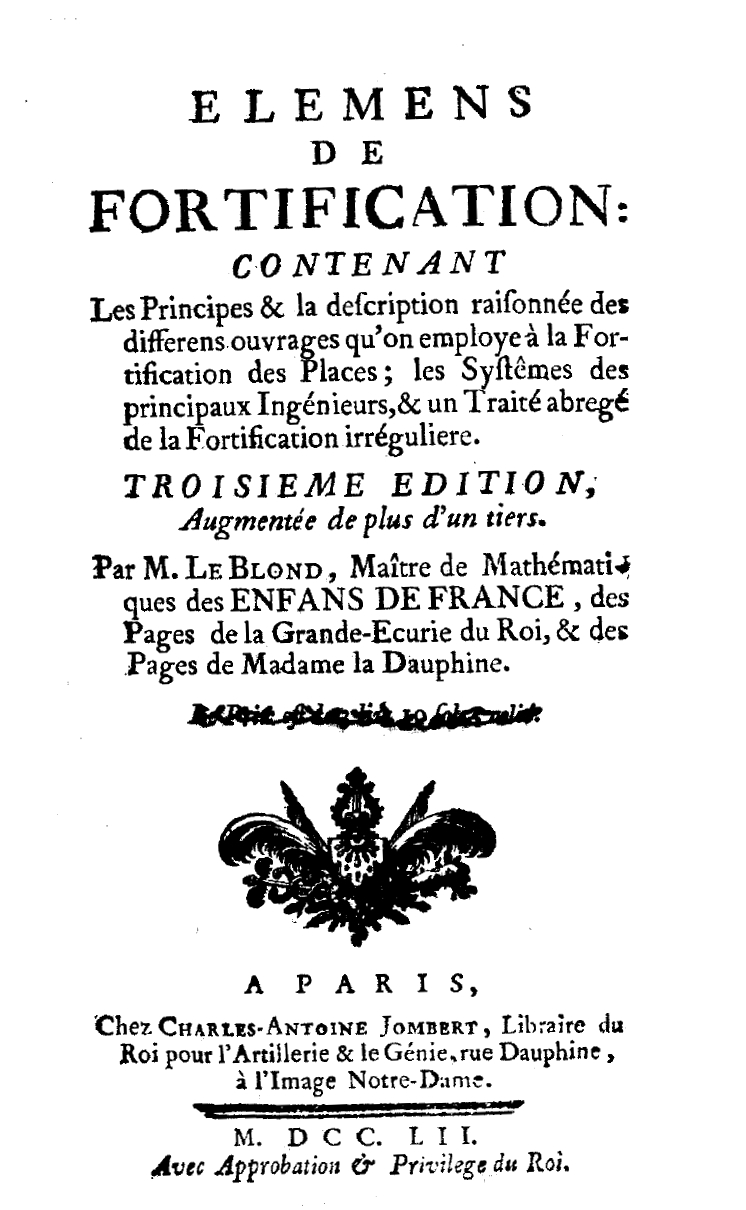
Elementos de fortificación, 1752

## Obras
Le Blond fue autor de las obras siguientes: 

- Ensayo sobre la Castrametación, 1748;
- Elementos de táctica, 1758;
- Artillerie raisonnée contenant l’usage des différentes bouches à feu (Artillería razonada que contiene el uso de las diferentes bocas de fuego), 1761;
- l’Arithmétique et la géométrie de l’officier, (Aritmética y geometría del oficial), 1768, 2 vols.;
- Traité de l’attaque des places (Tratado del ataque de lugares), 1780;
- Éléments de fortification (Elementos de fortificación), 1739.

Se hicieron traducciones al alemán de todas estas obras suyas.
Realizó además  las ediciones de las Mémoires d'artillerie de Pierre Surirey de Saint-Remy y de la Géométrie de Joseph Sauveur. 
Colaboró en  la Enciclopedia, donde escribió más de 700 artículos sobre ciencia militar.

## Fuente
Pierre Larousse, Grand Dictionnaire universel du XIXe siècle (Gran Diccionario universal del  siglo XIX), vol. 10,  p. 288.